# Delta Apodis
Delta Apodis (δ Aps) es una estrella doble en la constelación de Apus, el ave del paraíso. La más brillante, δ1 Apodis, tiene magnitud aparente +4,68 mientras que δ2 Apodis tiene magnitud +5,27, estando separadas visualmente 102,9 segundos de arco. Las distancias obtenidas con el satélite Hipparcos son 767 años luz para δ1 Apodis y 666 años luz para δ2 Apodis. El error en estas medidas es tal que las dos estrellas pueden estar gravitacionalmente unidas, como sugiere el hecho de que ambas tienen un movimiento propio similar.

## δ1Apodis
δ1 Apodis (HD 145366 / HR 6020) es una gigante roja de tipo espectral M5IIIb con una temperatura superficial de 3120 K. Con una luminosidad equivalente a 8350 soles, su radio es 314 veces más grande que el radio solar. Es una variable pulsante irregular con una variación en su brillo entre magnitud +4,66 y +4,87.

## δ2Apodis
δ2 Apodis (HD 145388 / HR 6021) es una gigante naranja de tipo espectral K3III con una temperatura superficial de 3680 K, una luminosidad 1226 veces mayor que la solar y un radio 86 veces más grande que el del Sol.